# Бельское (Ленинградская область)
Бельское — деревня в Осьминском сельском поселении Лужского района Ленинградской области.

## История
Впервые упоминается в писцовых книгах Шелонской пятины 1571 года, как деревня Белска — 1½ обжи на реке Сабе в Дремяцком погосте Новгородского уезда.

СЛУДИЦЫ (БЕЛЬСКО) — деревня, число жителей по X-ой ревизии 1857 года: 13 м. п., 9 ж. п.

Согласно подворной описи 1882 года:

СЛУДИЦЫ (БЕЛЬСКО) — деревня Шипинского общества Красногорской волости
  
домов — 3, семей — 2, число жителей — 8 м. п., 6 ж. п.; разряд крестьян — водворённые на собственной земле

По данным «Памятных книжек Санкт-Петербургской губернии» за 1900 и 1905 годы земли усадьбы Бельская (Бельска) принадлежали коллежской советнице Марии Сильверстовне Косяковой — 80 десятин и крестьянам Кузьме и Петру Кузьминым — 44 десятины. Усадьба административно относилась к Красногорской волости 2-го земского участка 1-го стана Лужского уезда Санкт-Петербургской губернии.

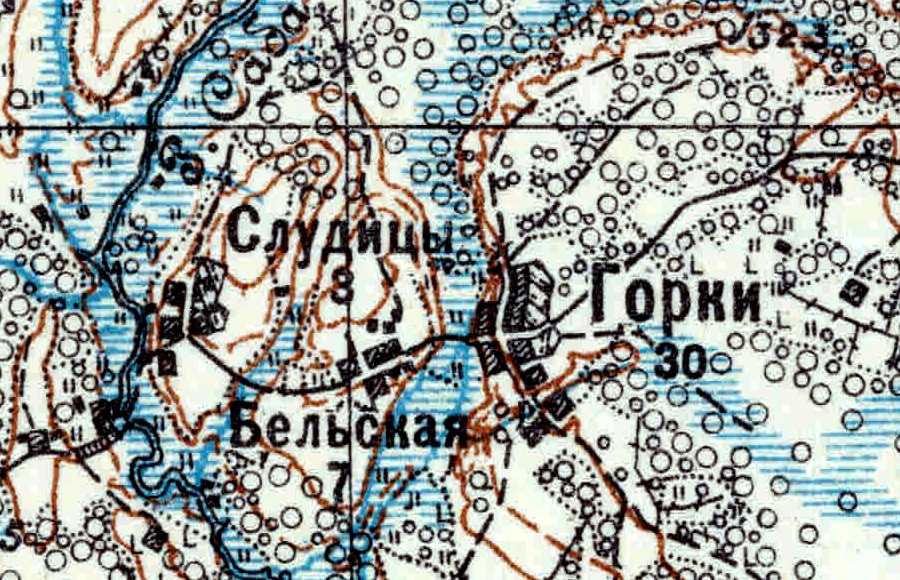
Деревня Бельское карте 1926 года

Согласно топографической карте 1926 года деревня называлась Бельская и насчитывала 7 крестьянских дворов.
По данным 1933 года деревня называлась Бельско и входила в состав Захонского сельсовета Осьминского района.
По данным 1966 года деревня Бельско входила в состав Захонского сельсовета Лужского района.
По данным 1973 года деревня называлась Бельско и входила в состав Осьминского сельсовета.
По данным 1990 года деревня называлась Бельское и также входила в состав Осьминского сельсовета.
По данным 1997 года в деревне Бельское Осьминской волости проживали 5 человек, в 2002 году — 1 человек (русский).
В 2007 году в деревне Бельское Осьминского СП не было постоянного населения.

## География
Деревня расположена в северо-западной части района к югу от автодороги 41А-186 (Толмачёво — автодорога «Нарва»).
Расстояние до административного центра поселения — 20 км.
Расстояние до ближайшей железнодорожной станции Толмачёво — 54 км. 
К западу от деревни протекает река Саба.

## Демография
| 1997 | 2007 | 2010 | 2017 |
| ---- | ---- | ---- | ---- |
| 5    | ↘0   | ↗1   | →1   |

## Улицы
Нагорная.